# Chick-fil-A
Chick-fil-A è una catena statunitense di fast food, specializzati nel servire cibi a base di pollo.

## Storia[1][2]
L'azienda ha origine nel 1946 quando il fondatore S. Truett Cathy aprì un fast food chiamato Dwarf Grill. Circa quindici anni dopo Cathy iniziò a vendere anche pollo fritto e per via del successo qualche tempo dopo cambiò il nome del locale in quello attuale. Nel 1967 aprì il suo secondo locale e durante gli anni '70 e '80 la catena si espanse arrivando agli attuali quasi duemila ristoranti.

## Diffusione
L'azienda è presente negli Stati Uniti d'America con oltre 2.000 locali, e dal 10 settembre 2019 anche in Canada.

## Sponsor
Il nome dell'azienda è legato a diverse attività sportive. Dal 1997 è lo sponsor stabile del Peach Bowl, ovvero il superbowl del campionato universitario di football, è anche sponsor delle competizioni di atletica leggera della Southeastern Conference e della Atlantic Coast Conference.
Nell'ambito motoristico è sponsor della Kyle Petty Charity Ride Across America, una corsa motociclistica.

## Curiosità
La catena viene citata nel singolo Closed on Sunday di Ye, alludendo proprio al fatto che la catena, fondata da un cristiano, chiude proprio di domenica, giorno considerato santo per la religione cristiana.